# Сен-Брис-су-Форе
Сен-Брис-су-Форе (фр. Saint-Brice-sous-Forêt) — муниципалитет во Франции, в регионе Иль-де-Франс, департамент Валь-д'Уаз. Население — 12 540 человек (1999). Муниципалитет расположен на расстоянии около 16 км севернее Парижа, 23 км восточнее Сержи.

## Демография
Динамика населения (Cassini и INSEE):

## Известные личности
- Се, Анри Эжен (1893-1920)- историк, профессор Реннского университета.